# Viktar Hantjarenka
Viktar Michajlavitj Hantjarenka (belarusiska: Віктар Міхайлавіч Ганчарэнка, ryska: Виктор Михайлович Гончаренко: Viktor Michajlovitj Gontjarenko) född 10 juni 1977 i Chojniki i Vitryska SSR i Sovjetunionen (nu Belarus), är en belarusisk fotbollsspelare, fotbollstränare och fotbollsmanager. 
Hantjarenka är den yngsta fotbollstränare som lett ett lag till gruppspelet i UEFA Champions League. Detta gjorde han den 17 september 2008, 31 år gammal. Mellan 2016 och 2021 var han manager för ryska CSKA Moskva.